# Gunungsari (Cimahi)
Gunungsari is een bestuurslaag in het regentschap Kuningan van de provincie West-Java, Indonesië. Gunungsari telt 2114 inwoners (volkstelling 2010).